# John Ellis (homme politique)
Pour les articles homonymes, voir John Ellis.
John Edward Ellis (15 octobre 1841 - 5 décembre 1910), est un industriel des charbonnages britannique et un homme politique libéral.

## Biographie
Il est né à Leicester dans une riche famille Quaker, son grand-père (également nommé John Ellis) est président de la Midland Railway Company. 
Il fait ses études dans un pensionnat à Hereford, puis à Kendal, après quoi il est allé en Amérique avec son père pour étudier le génie ferroviaire. De retour au Royaume-Uni, il travaille comme ingénieur, puis organise en 1861 l'ouverture de la mine de charbon Hucknall.  
En 1867, il épouse Maria Rowntree, la sœur de Joshua Rowntree . Ils ont trois fils: John, Arthur et Harold. Leurs filles jumelles, Edith Maud Ellis (en) et Marian, sont des militantes anti-guerre.  
En 1870, Ellis forme une association libérale à Hucknall et est élu premier président de la commission scolaire de la ville, jusqu'en 1882. Il est élu député de la circonscription nouvellement créée de Rushcliffe aux élections générales de 1885. Au Parlement, il est partisan de l'Irish Home Rule et est devenu président de commission. Il soutient les Boers dans la seconde guerre des Boers, mais comme sa santé a progressivement diminué, il est devenu moins actif après 1902.  
En décembre 1905, il est nommé sous-secrétaire d'État à l'Inde dans l'administration libérale de Henry Campbell-Bannerman, poste qu'il occupe jusqu'en 1907, et est admis au Conseil privé en janvier 1906. Libéral radical, Ellis fait partie des libéraux qui ont soutenu le " Budget du peuple " progressiste de David Lloyd George en 1909. 
Ellis est resté député de Rushcliffe en 1910, mais a annoncé son intention de se retirer lors des Élections générales britanniques de décembre 1910. Il est décédé subitement, peu de temps avant les élections.  